# (4447) Kirov
(4447) Kirov es un asteroide perteneciente al cinturón de asteroides, descubierto el 7 de noviembre de 1985 por Edward Bowell desde la Estación Anderson Mesa (condado de Coconino, cerca de Flagstaff, Arizona, Estados Unidos).

## Designación y nombre
Designado provisionalmente como 1985 VE1. Fue nombrado Kirov en homenaje al teatro de la ópera y ballet Mariinski que durante la época soviética se denominaba "Kirov".